# رأس سيدي علي المكي

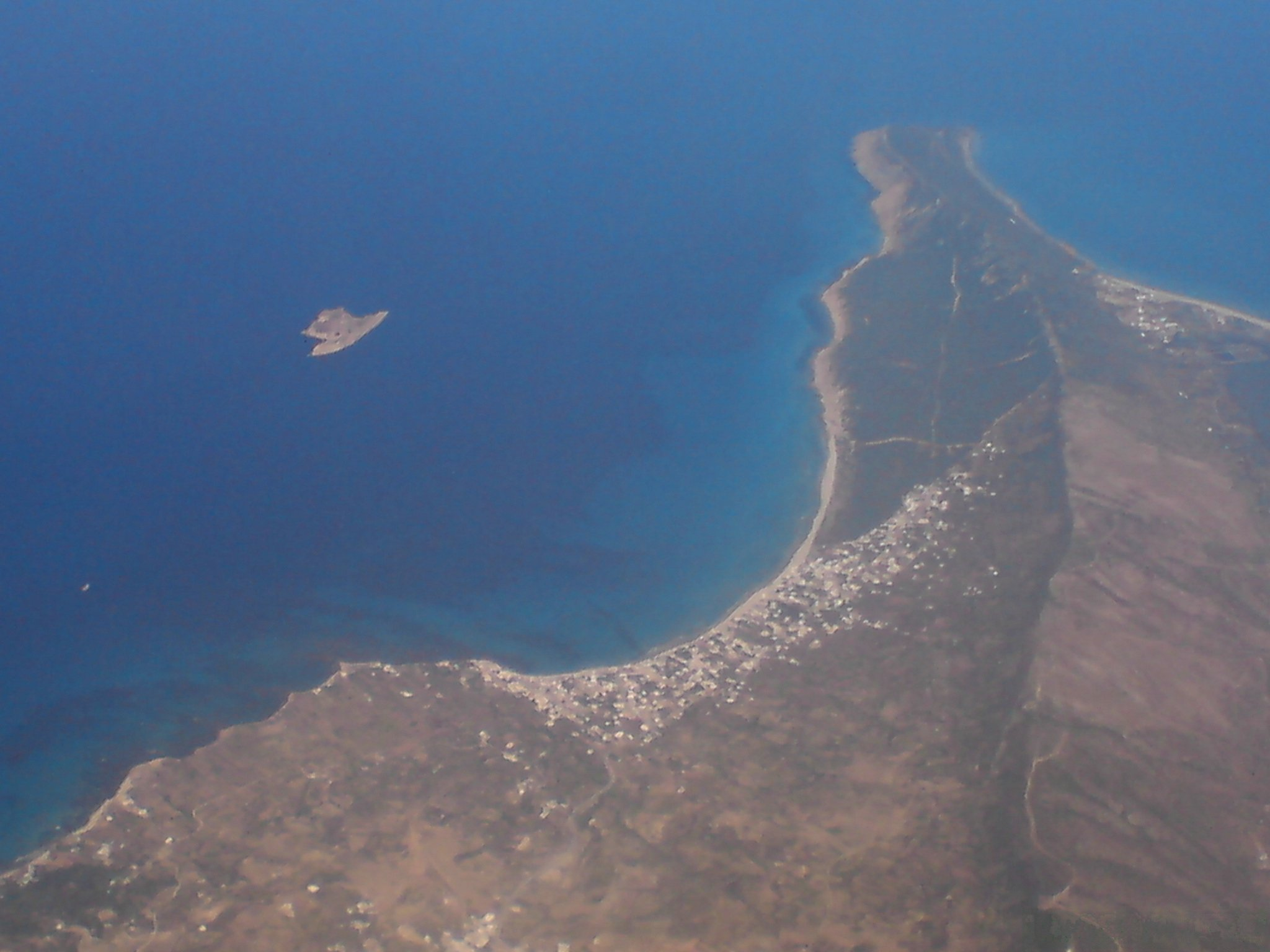
رأس سيدي علي المكي

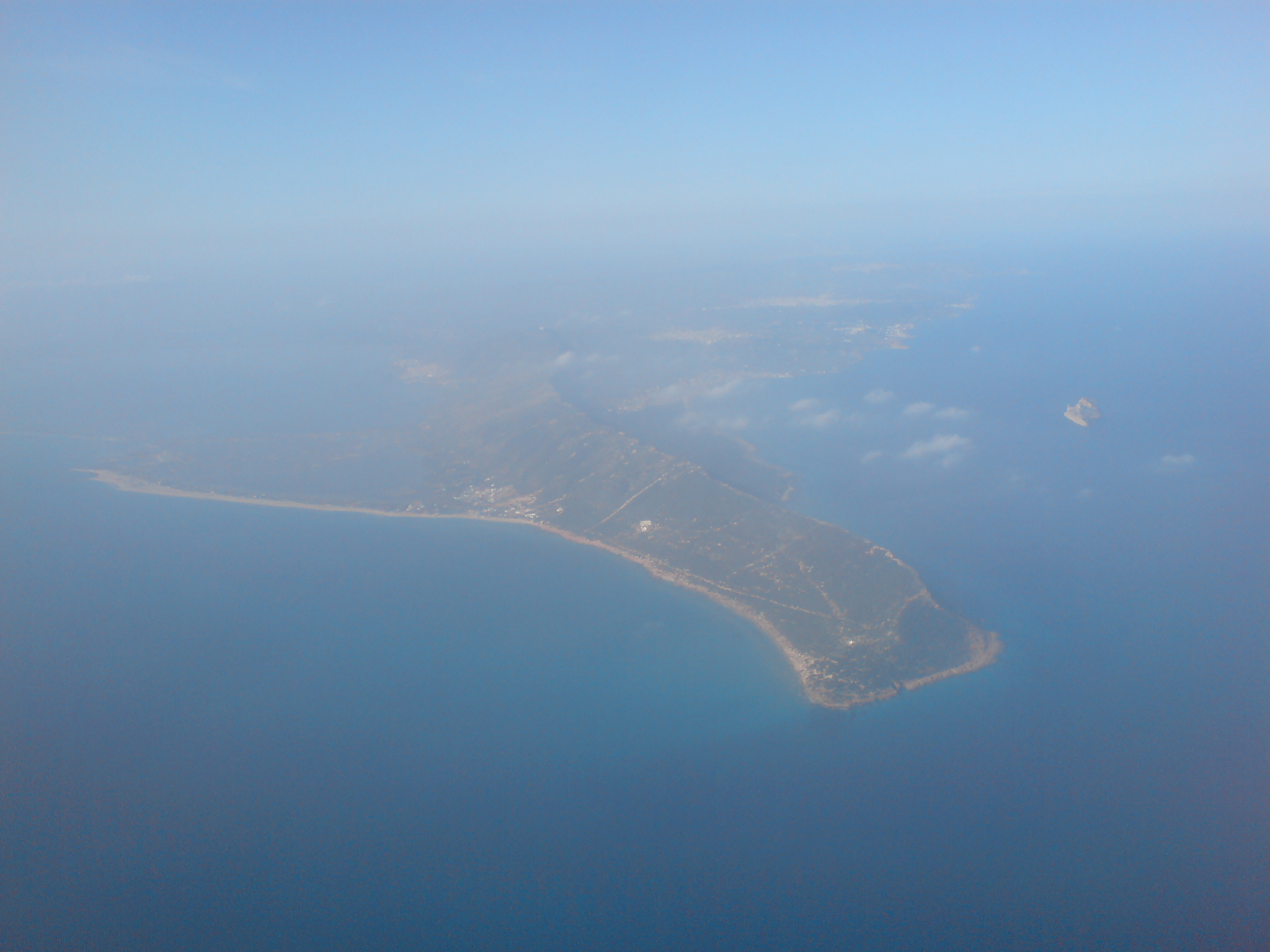
رأس سيدي علي المكي

رأس سيدي علي المكي أو رأس غار الملح أو رأس الطرف هو أحد الرؤوس التي تقع على الساحل الشمالي للبلاد التونسية. وهو قريب من مدينة غار الملح. ويعتبر بداية خليج تونس من الجهة الشمالية.